# Agrostophyllum longifolium
Agrostophyllum longifolium är en orkidéart som först beskrevs av Carl Ludwig von Blume, och fick sitt nu gällande namn av Heinrich Gustav Reichenbach. Agrostophyllum longifolium ingår i släktet Agrostophyllum och familjen orkidéer. Inga underarter finns listade i Catalogue of Life.